# Ameritech Cup 1994
L'Ameritech Cup 1994 è stato un torneo femminile di tennis giocato sul sintetico indoor. È stata la 23ª edizione del torneo, che fa parte della categoria Tier II nell'ambito del WTA Tour 1994. Si è giocato nell'UIC Pavilion di Chicago negli USA, dal 7 al 13 febbraio 1994.

## Campionesse

### Singolare
Nataša Zvereva ha battuto in finale  Chanda Rubin con il punteggio di 6–3, 7–5

### Doppio
Gigi Fernández /  Nataša Zvereva hanno battuto in finale  Manon Bollegraf /  Martina Navrátilová con il punteggio di 6–3, 3–6, 6–4